# Сан Джулиано Терме
Сан Джулиано Терме (на италиански: San Giuliano Terme) е град и община в Италия, в региона Тоскана, провинция Пиза. Разположен е в подножието на Пизанската планина, между градовете Пиза и Лука. Балнеологичен курорт. Има жп гара. Населението е около 31 300 души (2008).